# ワールド (プライス・オブ・ラヴ)
「ワールド (プライス・オブ・ラヴ)」（World (The Price of Love)）は、イギリスのバンド、ニュー・オーダーが1993年に発表したヒット曲である。

## 概要
彼らの6枚目のスタジオ・アルバム『リパブリック』から3枚目のシングル・カット作品である。全英シングルチャートでは最高位13位を記録した。

## シングル収録曲
- ポリドール（現・ユニバーサルミュージック）からリリースされたCDシングルによる。当初の邦題は「ワールド」であった。

1. ワールド（レディオ・エディット） "World (Radio Edit) – 3:39
  - 作詞・作曲・プロデュース:ニュー・オーダー＆ステファン・ヘイグ
2. ワールド（パーフェクト・エディット） World (Perfecto Edit) – 4:02
  - リミックス:ポール・オークンフォルド＆スティーヴ・オズボーン
3. ワールド（パーフェクト・ミックス） World (Perfecto Mix) – 7:33
  - リミックス:ポール・オークンフォルド＆スティーヴ・オズボーン
4. ワールド （ブラザーズ・イン・リズム・ミックス） World (Brothers in Rhythm Mix) – 5:56
  - リミックス:ブラザーズ・イン・リズム

## チャート
| チャート（1993年）               | 最高順位 |
| -------------------------------- | -------- |
| イギリス（全英シングルチャート） | 13       |

## その他
- イギリスでは2枚のシングルが発売されているが、日本盤はその2枚から4曲を収録した独自編集盤となっている。
- この曲は後にベスト・アルバム『ザ・ベスト・オブ・ニュー・オーダー』『シングルズ』にも収録された。（『シングルズ』では「ワールド (プライス・オブ・ラヴ)」と表記されている）またリミックス・ベスト・アルバム『ザ・レスト・オブ・ニュー・オーダー』には「パーフェクト・ミックス」が収録されている他、CD-BOXセット『レトロ (アルバム)』ではこの曲のライヴ・ヴァージョンを聞くことが出来る。